# بابک امین تفرشی
بابک امین تفرشی (متولد ۱۳۵۷ در تهران) ستاره‌شناس آماتور ایرانی است. او همچنین عضو هیئت امنای ستاره‌شناسان بدون مرز و مدیر پروژه عکاسی جهان در شب یا TWAN است.
امین تفرشی در سال ۲۰۰۹ موفق به کسب جایزه عکاسی علمی بنیاد لنارت نیلسون شد.

## فعالیت‌ها
بابک امین تفرشی از ویراستاران مجری و اعضای هیئت تحریریهٔ ماهنامهٔ نجوم بوده که از سال ۱۳۷۵ تا اواسط دههٔ هشتاد شمسی در تحریریهٔ این ماهنامه مشغول به نگارش مقاله‌های علمی و آموزشی در زمینهٔ اخترشناسی و علوم فضایی بود. او پس از دکتر منصور وصالی سردبیری این ماهنامه را برعهده گرفت.
او در سال ۱۳۹۴ «به سبب تلاش‌های نوآورانه در همگانی کردن دانش نجوم» جایزه ترویج علم ایران را دریافت کرد.
او همچنین عضو مؤسس شاخهٔ آماتوری انجمن نجوم ایران بود که در مرداد ۱۳۹۱ به همراه تمام هیئت دبیران شاخه استعفا داد و از سال ۱۳۷۶ تا اواسط دههٔ هشتاد شمسی مدرس رصدخانۀ زعفرانیه تهران بود. از فعالیت‌های اصلی او ترویج نجوم در میان مردم به‌ویژه جوانان با ارائهٔ سخنرانی‌ها، برنامه‌های رصدی و ارائهٔ برنامه‌های تلویزیونی و رادیویی دربارهٔ نجوم و به زبان ساده است. بینندگان برنامهٔ زندهٔ آسمان شب، که از سال ۱۳۸۰ از شبکهٔ ۴ سیما پخش می‌شود، با برنامه‌های او به‌خوبی آشنایی دارند. وی مؤسس پروژهٔ بین‌الملی «جهان در شب» یا the World at Night) TWAN) است که به مناسبت سال جهانی نجوم افتتاح شد و اکنون یکی از موفق‌ترین پروژه‌های عکاسی نجومی دنیاست.

## عکاسی نجومی
او در کنار کار روزنامه‌نگاری علمی و همگانی‌کردن نجوم، به عکاسی از طبیعت و آسمان شب می‌پردازد. نمایش‌های اسلاید او در گردهمایی‌های علمی-فرهنگی متعددی در ایران و چند کشور دیگر برگزار شده‌است، ازجمله نمایش اسلاید در بزرگ‌ترین گردهمایی سالانهٔ منجمان آماتور آمریکا به منظور معرفی زیبایی‌های ایران و آسمان شب آن، و نمایش و سخنرانی در مجمع انجمن ایرانیان متخصص سانفرانسیسکو. عکس‌های نجومی و نوشته‌هایی از او علاوه بر انتشار در ماهنامهٔ نجوم و شماری از نشریه‌های گردشگری، در نشریه‌های اخترشناسی بین‌المللی نظیر اسکای اند تلسکوپ (معتبرترین نشریهٔ عمومی اخترشناسی جهان) و مرکوری منتشر شده‌است. برخی از عکس‌های او در سایت پروژهٔ «جهان در شب» به سفر به قاره‌های دیگر تعلق دارد که حاصل سفرهای بسیار او برای رصد پدیده‌های نجومی به‌ویژه گرفت‌های خورشیدی است. از آن‌جمله سفر به آمریکا، اروپا، جنگل‌های آمازون، آفریقا برای رصد کسوف سال ۱۳۸۰و تهیهٔ مستند تلویزیونی «سایه در قارهٔ سیاه» و سفر به استرالیا و قطب جنوب برای رصد کسوف سال ۱۳۸۲ و تصویربرداری مستند «سایه در قارهٔ سپید» بوده‌است. او در تصویربرداری، نوشتن متن، و تهیهٔ مستند سیزده‌قسمتی «جویندگان کسوف»، که به تهیه‌کنندگی و کارگردانی برادران صفاریان‌پور در بهار ۱۳۹۰ از شبکهٔ چهار سیما پخش شد، مشارکت داشته‌است.
تعدادی از عکس‌های او و اشین زاکاریان در سایت http://dreamview.net/ قابل مشاهده است.

## افتخارات
در سال ۲۰۲۲ اتحادیه بین‌المللی نجوم (IAU) سیارکی را که با شماره ۲۷۶۱۶۳ شناخته شده، با الهام از نام خانوادگی ستاره‌شناس آماتور ایرانی، «تفرشی» نامگذاری کرد. این سیارک در سال ۲۰۰۹ و بر اساس مشاهده تصاویر آرشیوی تهیه شده رصدخانه پالومار در سال ۲۰۰۲ از سوی استفان کورتی کشف شد